# Leyland Titan (1927)
Leyland Titan – podwozie kompletne przeznaczone do zabudowy autobusu piętrowego, produkowane w latach 1927–1969 z przerwą podczas II wojny światowej przez brytyjskie przedsiębiorstwo Leyland. Nadwozia autobusów wytwarzane były zarówno przez Leylanda jak i inne przedsiębiorstwa, m.in. Park Royal Vehicles, Metro Cammell Weymann, Charles H. Roe oraz East Lancs.
Autobus zaprojektowany został przez J. G. Rackhama jako piętrowa odmiana autobusu Leyland Tiger. Był pierwszym pojazdem dwupokładowym, który miał ciężar całkowity odpowiednio niski, by stosować w nim ówcześnie dostępne ogumienie pneumatyczne.

## Historia
W pierwotnej wersji, oznaczanej jako TD1, pojazd posiadał nadwozie Leylanda (w jednej z dwóch wersji: standardowej lub o obniżonej wysokości lowbridge), 6-cylindrowy silnik benzynowy umieszczony nad przednią osią, napędzający koła tylne. Pojazd mógł zabrać na pokład 51 pasażerów na miejscach siedzących. Stanowisko kierowcy mieściło się obok jednostki napędowej w „półkabinie”. Titan razem z pochodnym jednopokładowym Tigerem został zaprezentowany podczas London Olympia Motor Show w 1927. Obniżenie masy całej konstrukcji umożliwiające osadzenie autobusu na sześciu kołach z ogumieniem pneumatycznym (2 na przedniej i po 2 bliźniacze na tylnej osi) pozwoliło na wyższą dopuszczalną prędkość autobusu w stosunku do pojazdu na pełnych kołach według ówczesnych przepisów. Innymi innowacjami konstrukcyjnymi były: obniżona rama nośna i jednostopniowa przekładnia ślimakowa w tylnym moście oraz mechanizm różnicowy umieszczony niesymetrycznie, co umożliwiało uzyskanie nisko umieszczonej podłogi na całej długości dolnej kabiny pasażerskiej, do której z tylnego pomostu prowadził tylko jeden stopień. Konstrukcja lowbridge polegała na takim ukształtowaniu stropu/podłogi pomiędzy pokładami, by uzyskać obniżone przejście dla pasażerów na górnym pokładzie nad siedzeniami dolnego pokładu po prawej stronie. Obniżenie wysokości pojazdu do 4,1 m umożliwiło planowanie tras dotąd niedostępnych dla autobusów piętrowych. Rozwiązanie uzyskało dziesięcioletnią ochronę patentową co dawało producentowi dodatkowe dochody z licencjonowania go zewnętrznym firmom karosującym podwozia. Od 1929 klatka schodowa na górny pokład była całkowicie osłonięta. Wszystkie te rozwiązania pojawiły się już wcześniej osobno w konstrukcjach różnych producentów jednak ich połączenie w Titanie dało początek układowi autobusu piętrowego, który zdominował komunikację miejską Londynu i innych miast Wielkiej Brytanii na dziesięciolecia. Już w 1928 Rackham za namową Lorda Ashfielda przeszedł na stanowisko głównego inżyniera i projektanta do Associated Equipment Company (AEC), gdzie proponowano mu lepsze warunki finansowe. Zaprojektowany przez niego AEC Regent i jego kolejne generacje stały się bezpośrednim konkurentem Titana. Po scaleniu londyńskich przewoźników komunikacji miejskiej w London Passenger Transport Board (LPTB) w 1933 organizacja dysponowała ok. 300 Titanami PD1 i PD2, jednak stołeczny rynek nowych autobusów był dla Leylanda częściowo stracony. London General Omnibus Company, spółka matka AEC, która weszła w skład LPTB pod szefostwem Lorda Ashfielda, zagwarantowała swojemu producentowi autobusów 75% nowych zamówień. Do 1939 Leyland uzyskał tylko jeden kontrakt na 100 szt. modelu TD4 dla Londynu, jednak utrzymał dominującą pozycję w innych miastach Wielkiej Brytanii. Od wersji TD3 z 1933 dostępny był wybór między silnikiem benzynowym a 6-cylindrowym – wysokoprężnym z bezpośrednim wtryskiem oleju napędowego. Jako opcja wyposażenia pojawiła się też przekładnia hydrokinetyczna w przeniesieniu napędu. Od 1937 i wersji TD5 silnik wysokoprężny i 24-voltowa instalacja elektryczna stały się standardem. Produkcję ostatniej przedwojennej generacji TD7 zakończono w 1942.
Powojenna produkcja została wznowiona w 1946 modelem PD1 (ang. Passenger Double-decker – pasażerski dwupokładowy) wraz z pochodnym Tigerem PS1. Kolejne wersje aż po finalną PD3 były pochodną zmian przepisów dopuszczających większą szerokość i długość nadwozia oraz większy ciężar całkowity pojazdu, rozwoju techniki motoryzacyjnej i wprowadzania nowych jednostek napędowych. Wszystkim powojennym generacjom Titana towarzyszyły wersje przeznaczone na eksport OPD (ang. Overseas PD – międzynarodowy pasażerski dwupokładowy). W odróżnieniu do eksportowego Tigera nie było jednak wersji ze stanowiskiem kierowcy przeniesionym na lewą stronę, nawet gdy konstrukcja zabudowy miała wejście dla pasażerów dostosowane do ruchu prawostronnego. W wersjach przedłużonych wejście i schody na górny pokład mogły być przeniesione z tylnej platformy między osie autobusu. Do 1954 produkowane też były dla Londynu wersje: RTL (PD2-7RT według oznaczeń Leylanda, 1630 szt.) i poszerzona RTW (PD2-6RT. 500 szt.). Malejące zainteresowaniem modelem, wynikające ze spadku popularności autobusów przedniosilnikowych, doprowadziło do zakończenia jego produkcji w 1969 roku. Oprzyrządowanie produkcyjne zostało przeniesione do indyjskiej firmy Ashok Leyland, która produkowała pod swoją marką wielokrotnie modernizowany model Titan jeszcze w XXI wieku. W 1977 roku pod nazwą Titan British Leyland rozpoczął produkcję nowego modelu autobusu z silnikiem umieszczonym z tyłu pojazdu.

## Eksploatacja w Warszawie
W lutym 1946 w zniszczonej Warszawie rozpoczęły kursowanie 2 Titany TD2 z nadwoziami lowbridge Leylanda i 8 – TD4c (wyposażone w przekładnię hydrokinetyczną), skarosowanych przez Weymanna. Autobusy zostały przekazane przez Administrację Narodów Zjednoczonych do spraw Pomocy i Odbudowy (UNRRA). Zostały pozyskane spośród nieużywanych pojazdów komunikacji miejskiej Plymouth. Wszystkie pojazdy ze sprzęgłem hydrokinetycznym zostały wycofane z ruchu jeszcze w pierwszym roku użytkowania, w następnym roku po Warszawie jeździły już tylko 2 Titany. Ostatni egzemplarz wycofano przed 1950.

## Galeria

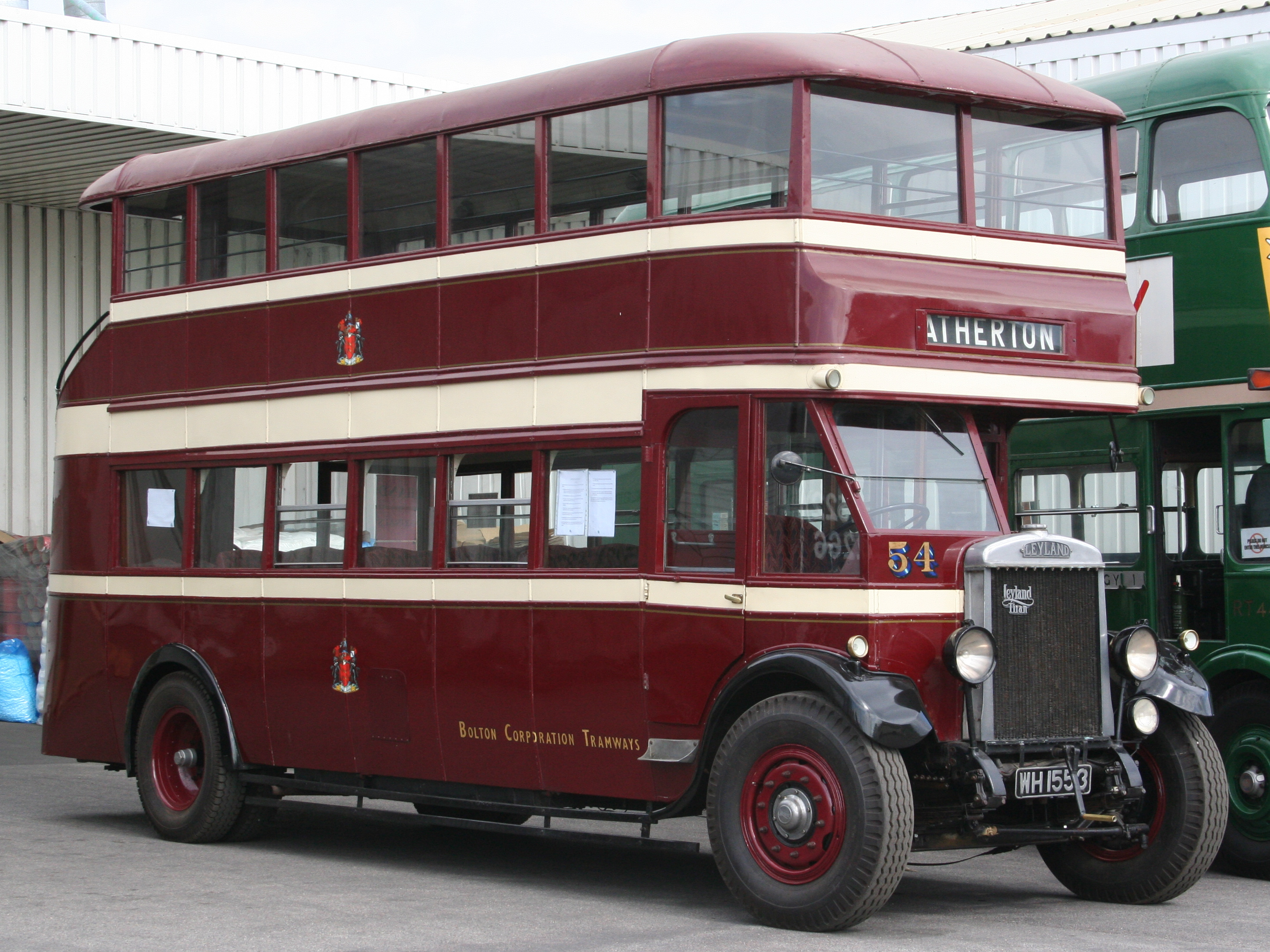
Leyland Titan TD1 z 1929 roku
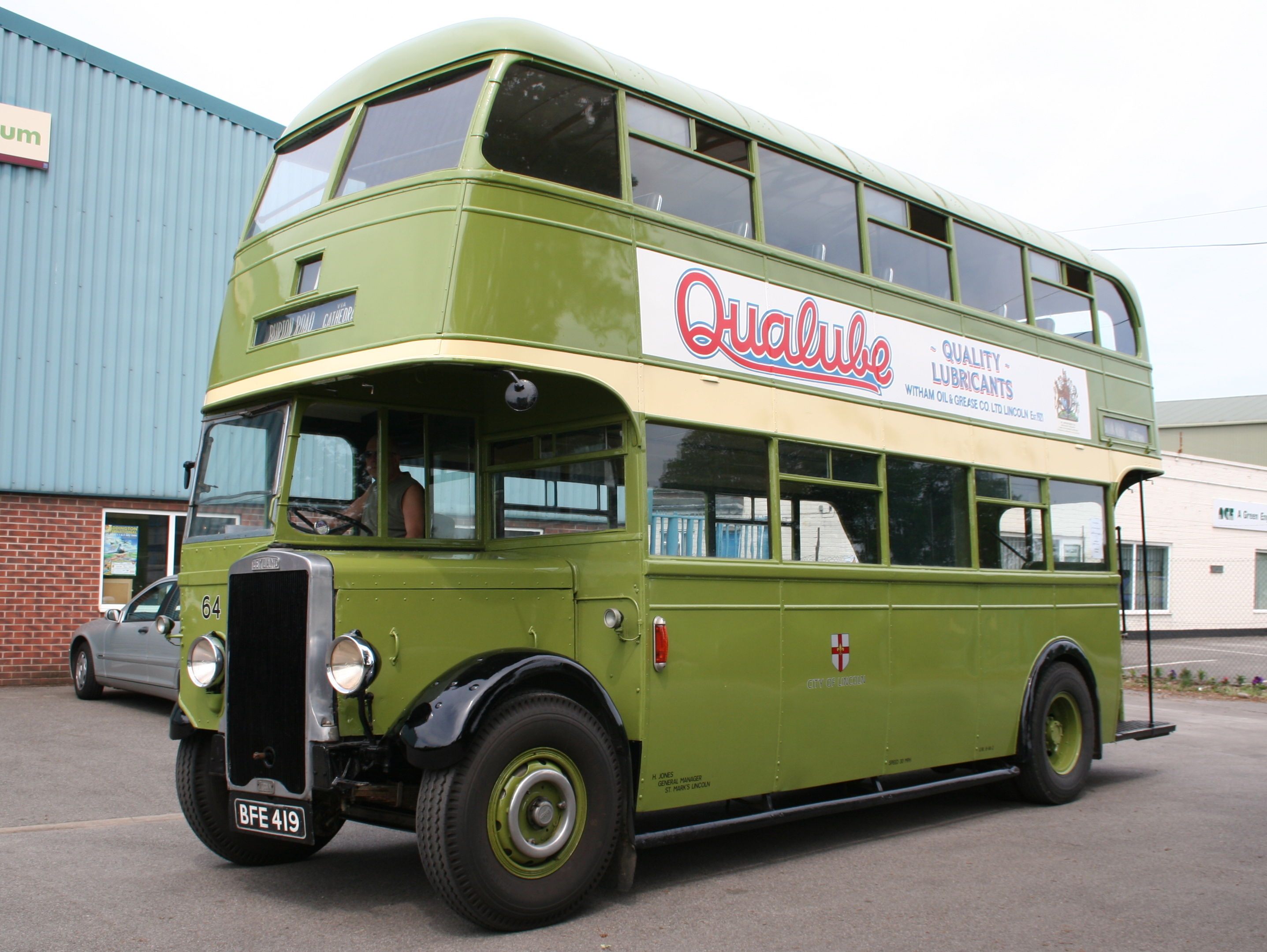
Leyland Titan TD5 z nadwoziem Charles H. Roe z 1940 roku
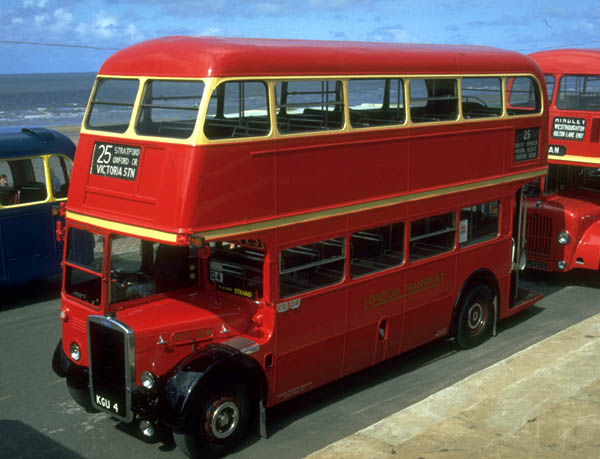
Leyland Titan PD2-7RT (RTL) z nadwoziem Metro-Cammel
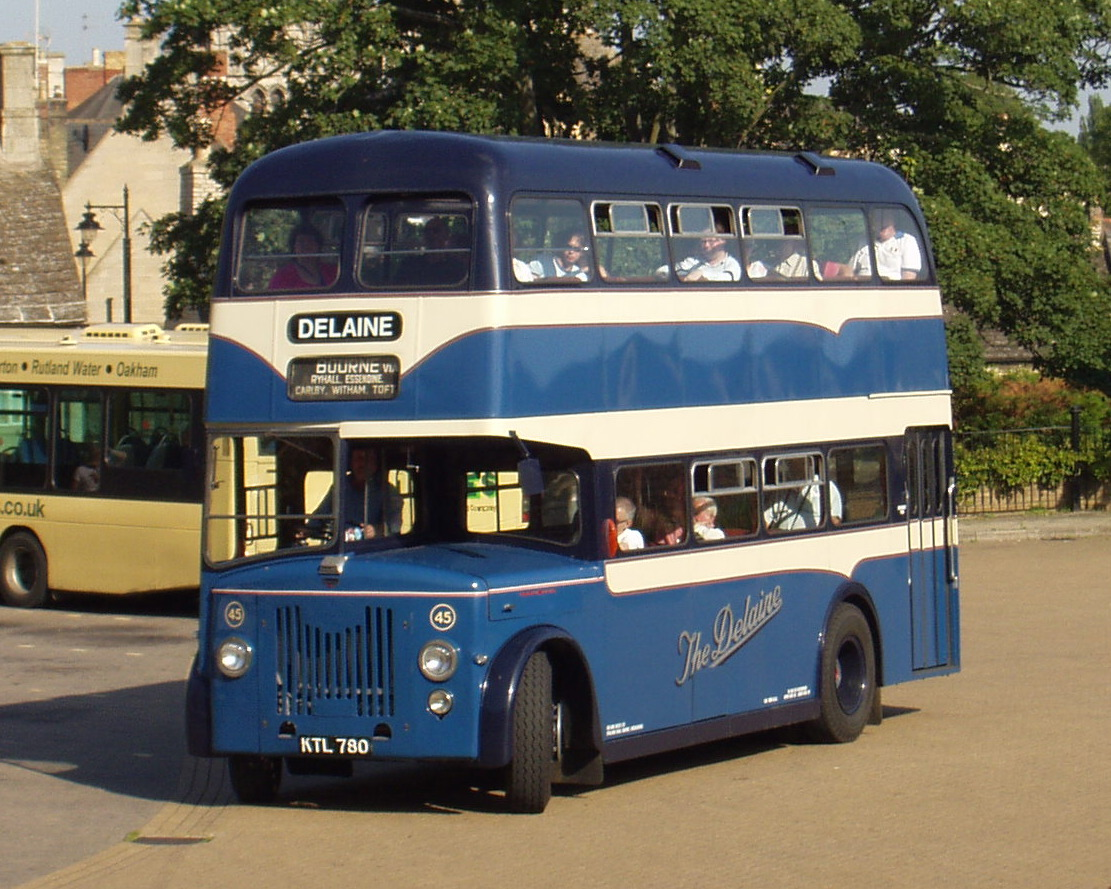
Leyland Titan PD2 z nadwoziem Willowbrook z 1956 roku
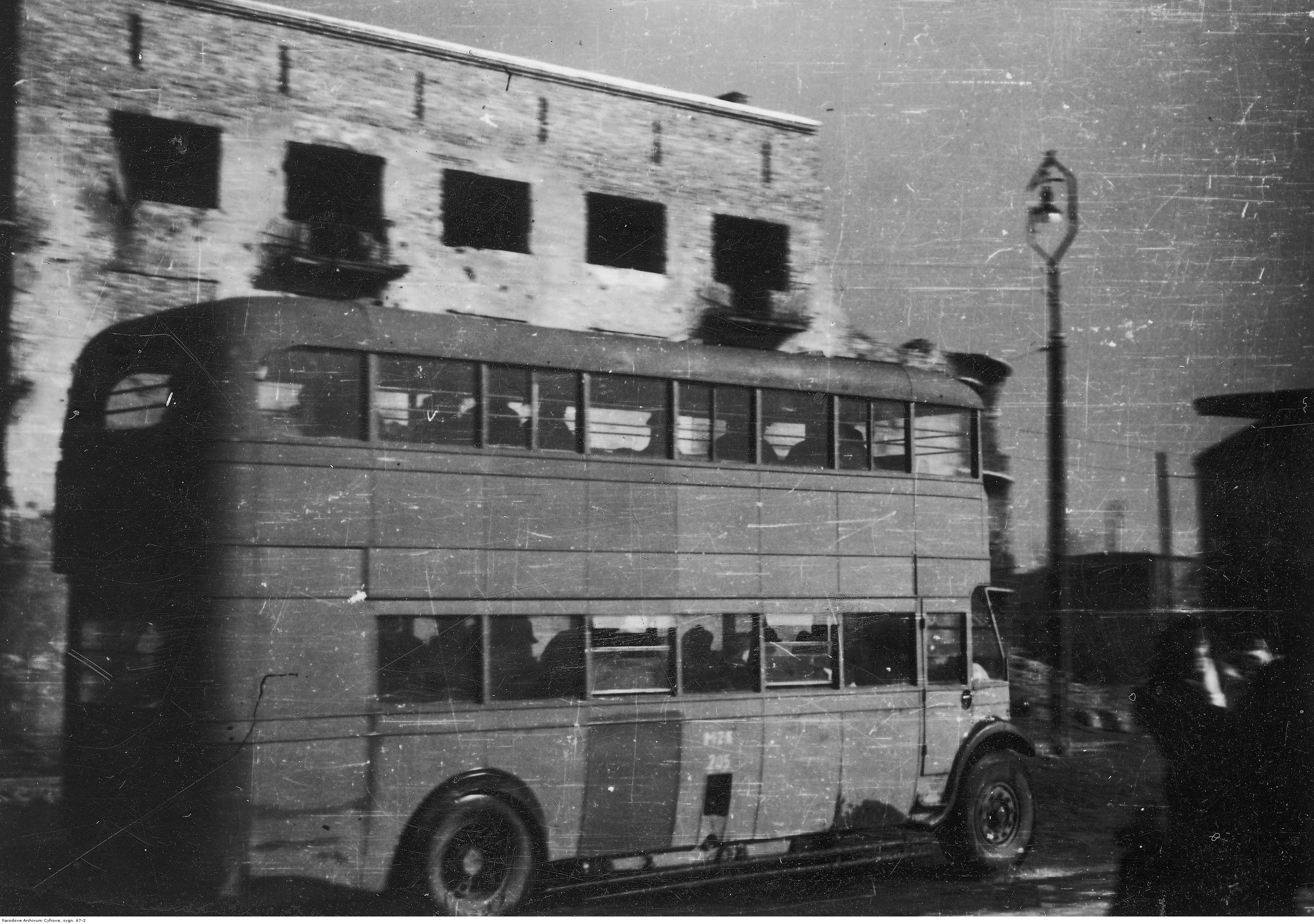
Leyland Titan TD2 z firmowym nadwoziem lowbridge w powojennej Warszawie